# Pentanemus quinquarius
Pentanemus quinquarius är en fiskart som först beskrevs av Carl von Linné 1758.  Pentanemus quinquarius ingår i släktet Pentanemus och familjen Polynemidae. Inga underarter finns listade i Catalogue of Life.